# NGC 2392
NGC 2392 ili maglica Eskimo je planetarna maglica u Blizancima. Otkrio ju je William Herschel 1787. godine.

## Svojstva
NGC 2392 je veoma mlada planetarna maglica. Njena starost je 2003. godine procijenjena na 1060 godina čime je ona jedan od najmlađih objekata dubokog svemira. 

Maglica se sastoji od unutarnje ljuske dimenzija 18" x 15" i okružena je elipsastim sjajnim prstenom dimenzija 48" x 42". U središtu se nalazi sjajna središnja zvijezda koja upravo u procesu preobrazbe u bijelog patuljka.

Sudari plina u maglici uzrokuju pojavu vlaknaste strukture neobične narančaste boje. Struktura maglice je bipolna s dvostrukom ljuskom. 

Sunce se nalazi u smjeru osi maglice tako da mi promatramo maglicu "odozgo". Zanimljivo je napomenuti da se plin duž osi koja gleda prema nama širi brzinom od 200 km/s.

## Amaterska promatranja
Maglica je veoma sjajna ali ujedno i veoma malena. Već je i manji teleskop može uočiti kao mutnu zvijezdu na manjem povećanju. Za uočavanje strukture potrebno je veće povećanje, barem od 200 puta. Zbog svoje neobične strukture maglica u većim teleskopima podsjeća na glavu Eskima koji nosi parku pa odatle je maglica i dobila neslužbeno ime. 
Zbog velikog površinskog sjaja maglicu je moguće promatrati i iz svjetlosno zagađenog područja.

## Vanjske poveznice
- Skica NGC 2392